# 城关镇 (永昌县)
城关镇，是中华人民共和国甘肃省金昌市永昌县下辖的一个乡镇级行政单位。

## 行政区划

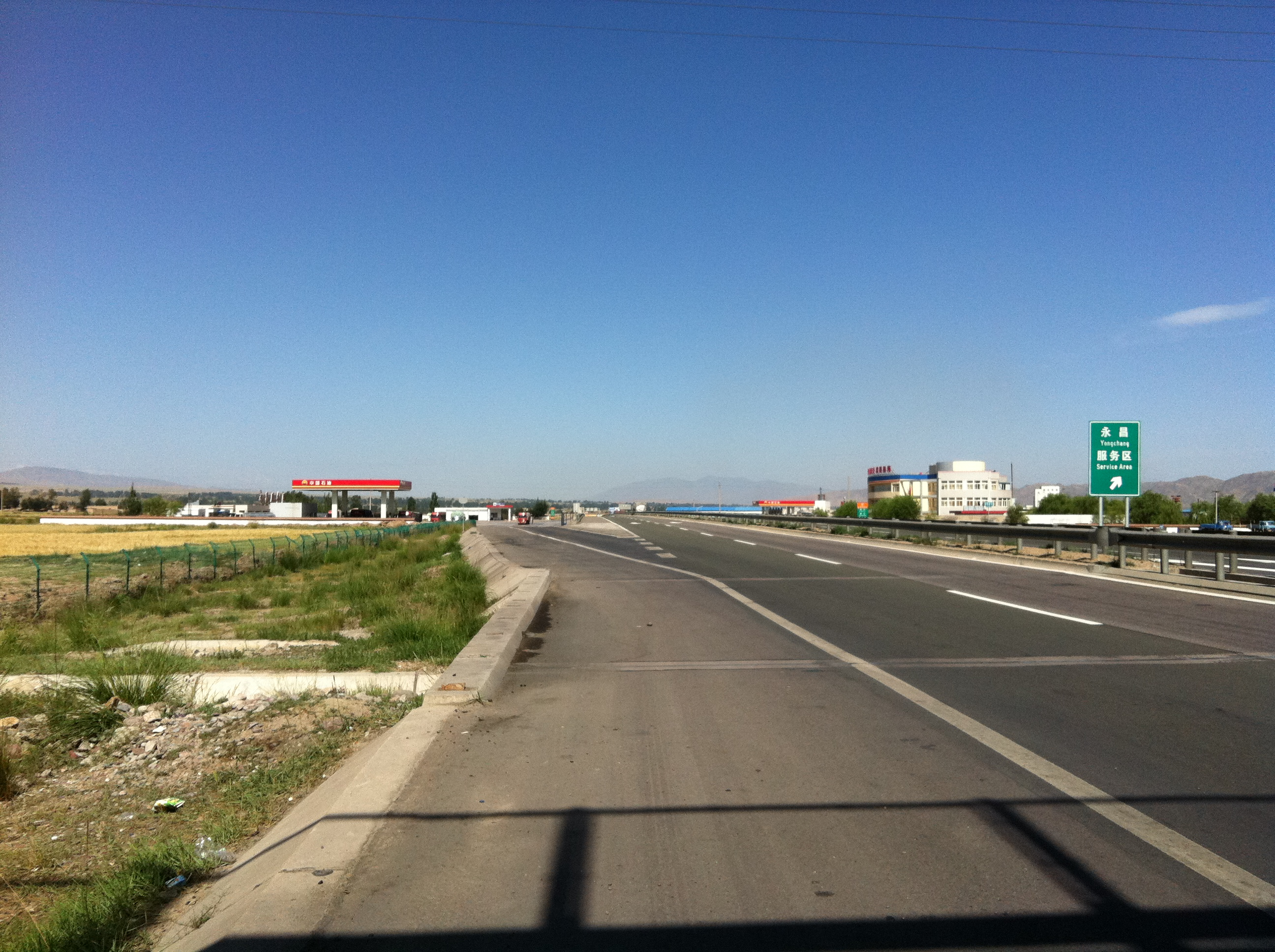
永昌高速公路服務區

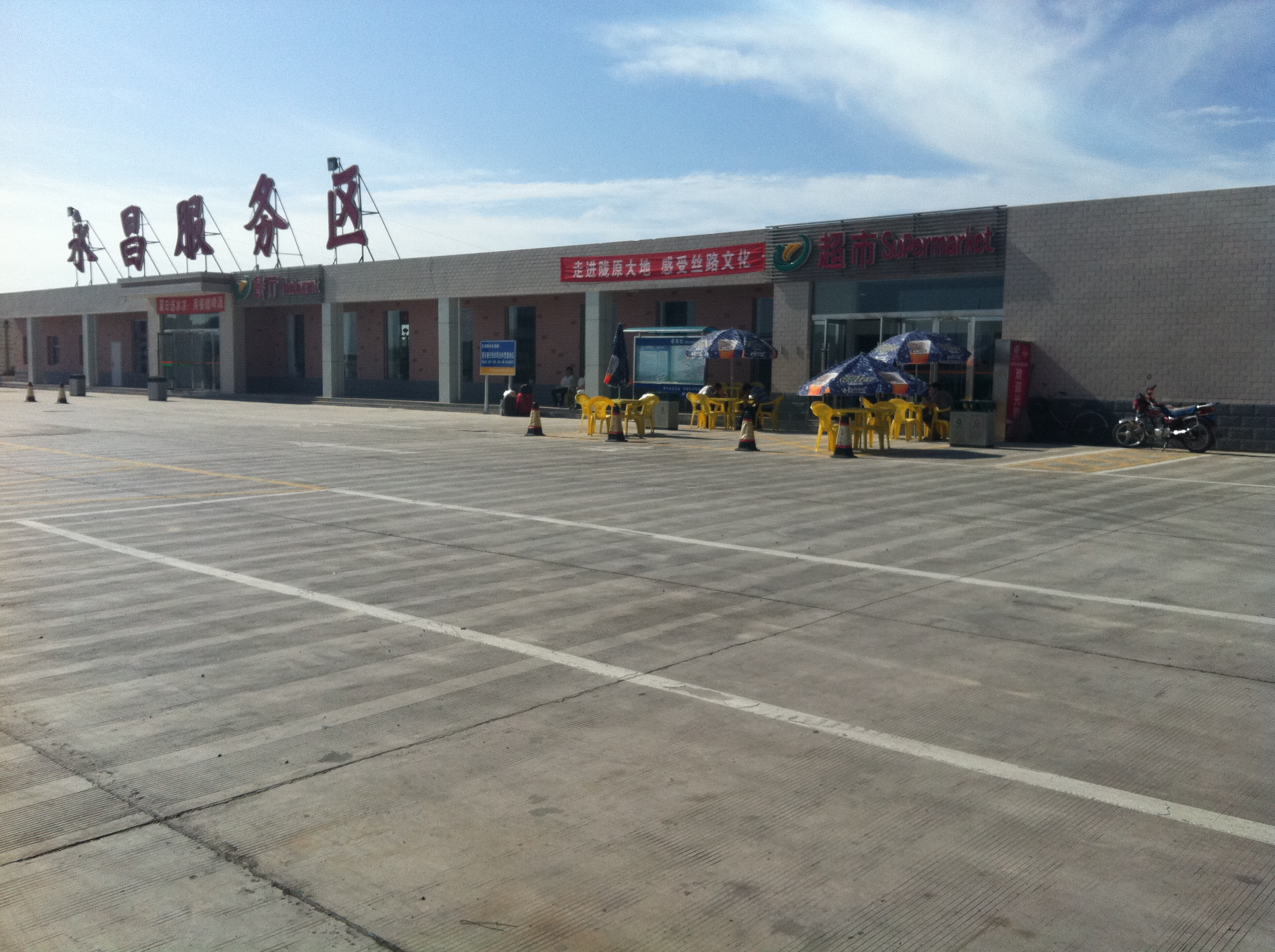
永昌服務區主樓

城关镇下辖以下地区：
永福苑社区、昌康苑社区、天锦苑社区、宝河苑社区、赵家庄村、黄家学村、沙沟岔村、中庄子村、大坝村、小坝村、北海子村、金川东村、金川西村和直峡山村。